# 한국의 영화관
한국의 영화관에는 주를 이루는 세 개의 멀티 플렉스 영화관 회사들을 중심으로 여러 가지 독특한 특징들이 있다.

## 한국 영화관의 역사
첫 극장은 1902년 왕실의 지도하에 고종 왕의 40주년을 기념 하여 정동에 '효 평사 극장'이 문을 열었다. 그러나 효 평사 극장은 장기간 운영되지 않았다. 그렇기 때문에 대성사의 종로 3가에 있는 극장이 한국에서 가장 오래된 극장이며, 한국 최초의 상설 극장으로 여긴다. 대성사 극장은 1907년에 2층의 목조 건축물로 지어졌으며 불교 복장과 가야금의 춤과 같은 공연의 행사장으로 사용되었다. 1910년 중반, 박승필이 인수하여 연극과 영화가 혼합 된 키노 드라마가 공연되기 시작했다. 그 이후 1998년부터 CGV 강변 지점 보관됨 2020-06-23 - 웨이백 머신이 개설되면서 멀티 플렉스 극장의 시대가 열리고 대규모 영화 산업이 탄생했다.

## 한국의 다양한 극장

### 단일 극장
1980년대에 멀티 플렉스 극장을 만들기 전에는 대부분의 극장이 단일 극장이었다. 1903년 동대문 시장의 주차장에 한국 최초의 동대문 활동 사진관이 세워졌다.
동대문 활동 사진의 인기가 높아짐에 따라 한국 최초의 정부 운영 극장인 효율사는 1903년 7월부터 영화를 상영하기 시작했다. 극장에서는, 방문자들이 5분에서 10분 가량의 영상과 기생의 춤과 판소리 무대 공연과 같은 패키지 프로그램들을 볼 수 있었다.
최초의 상설 영화관은 1907년에 건립 된 단성사였다. 설립 당시 전통 공연의 장소였지만 1910년부터는 상설 영화관이되었다. 1919년 10 월, 한국 최초의 영화인 "정의를 위한 싸움"을 상영했다.

### 2019년의 단일 극장

#### 시네마 M
대구 MBC에서 운영했으며 정해진 시간에 오직 하나의 영화만 보여준다. 현재 대구 16층 MBC 빌딩 1층에 지어졌으며 2000년 12월 1일에 문을 열었다.

#### 동광 극장
1959년에 지어졌으며 총 283명을 수용할 수 있다.

#### 광주 극장
광주 극장은 한국에서 유일하게 하나의 스크린을 갖춘 극장이다. 한국 사회 최초의 실내 극장으로 여겨지는 인천의 애관 극장은 멀티 플렉스로 변모하였으며, 한국 제국 수도에서 처음으로 문을 연 민간 극장 단성사가 문을 닫았다. 이러한 배경에서 1933년에 법인을 설립 한 광주 극장은 1935년에 문을 열었으며 2017년 현재 82주년을 앞두고 있다.  이곳은 862석이 있으며 예술 영화, 독립 영화 및 전세계적인 영화와 같이 일반 극장에서는 상영하지 않는 것들을 상영한다. 매월 마지막 수요일에 영화관은 영화 관람뿐만 아니라 예술 전시회 및 음악 콘서트를 포함한 영화 방송국 프로그램을 보여준다.

#### 자동차 극장
1990년대와 2000년대에 전국의 자동차 극장이 인기를 더욱 얻었다. 1994년 4월 23 일 경기도 포천의 베어스 타운에서 한국 최초의 자동차 극장이 개장했다. 당시 폭 12 미터, 길이 5 미터의 대형 스크린이 설치되었다. 1990년대에는 일반 사람들이 개인용 자동차를 구입하기가 쉽지 않았으며 영화를 보는 것이 당시에는 일종의 고급 데이트로 여겨졌다고한다.

#### 멀티 플렉스 극장
1986년 12월, 1987년에 3개의 스크린 다모아 극장과 씨네하우스 2 Hall의 개통으로 멀티 플렉스 극장의 시대가 열렸다. 몇몇 멀티 플렉스 극장은 오늘날의 멀티 플렉스 영화의 원점인 식당과 쇼핑 센터를 건물에 배치되었다.
멀티 플렉스는 CGV 강변 지점에서 시작되었다. 현재 CGV, 롯데시네마, 메가박스는 한국 극장 사업의 대부분을 구성하는 세 가지 주류이다.

#### 아이맥스
국내 최초의 IMAX 극장은 1985년 63 빌딩에 개장하였으며, 그 후에 1993년 대전 세계 박람회에서 개장하였다. 2017년 현재 한국에는 총 16개의 IMAX 극장이 있으며, CGV 용산점, CGV 천호점 및 CGV 왕십리점은 가장 큰 화면을 보유하고 있다. 폭 31m, 길이 22.4m인 IMAX 레이저 튜브는 한국에서 가장 큰 멀티 플렉스 화면과 고해상도 레이저 프로젝션과 함께 설치되었다.

#### 4D 극장
4D 시네마는 한국에서 디지털 장치의 확산으로 인해 영화관의 시대가 끝날 것이라는 전망이 제기 될 때 만들어졌다. 세계 최초의 4D 영화관을 소개 한 CJ CGV 자회사 인 CJ 4D PLEX는 2009년 1월 CGV 상암에서 첫 번째 4DX 극장을 개장 한 후 2016년 1월 34 개국에서 29개의 극장과 196개의 극장을 설립하여 운영하고 있다.

#### 작은 영화관
상대적으로 인구가 적은 지역에 영화관이 없으면 소규모 극장 사업이 추진되었다. 문화 체육 관광부와 지방 정부는 지역 주민들의 영화 문화와 삶의 질에 대한 즐거움을 높이기 위해 작은 영화관을 설립하기 위해 열심히 노력했다.

#### 돌비 아트모스 극장
돌비 아트모스 연구소는 영화의 각 사운드의 일반적인 홀 사운드 시스템의 전면과 천장에 스피커를 추가하여 개별적으로 제어 할 수 있는 서라운드 사운드 기술을 발전시켰다. 이 기술은 처음 2012년에 영화관 도입되었고, (코엑스의) MX 홀에 있는 메가박스는 한국을 대표하는 극장이다. 카네기 홀과 오페라 하우스에서 사용할 수 있도록 69개의 마이어 스피커를 설치했다.

#### ScreenX
ScreenX는 영화관의 전면 화면뿐만 아니라 왼쪽과 오른쪽 벽을 화면으로 활용하는 화면 시스템으로 3개의 화면으로 둘러싸여 있다.  현재 전국 50개 극장에 64개의 스크린이 설치되어있고, 이는 2013년 CGV와 한국과학기술연구원( KAIST )이 공동 개발 한 세계 최초의 멀티 페이스 스크리닝 시스템이다.

#### 홀로그램 기술
2014년 한국에서는 싸이 , 빅뱅 , 2NE1이 함께한 거대한 홀로그램 공연이 열렸는데 , 이는 과학 기술 정보 통신부와 KT가 후원하는 홀로그램 콘서트홀 인 "Klive"가 만들어 졌기 때문에 가능했다. 1,653 제곱미터의 홀로그램 콘서트 홀에서 진행한 공연은 화려한 댄스 공연과 270도 뷰 미디어 파사드의 조합으로 관객에게 더 큰 즐거움을 제공했다.

#### 예술 극장
예술, 다양성 및 독립 영화를 상영하는 일종의 극장이다. 그러나 멀티 플렉스와 같은 대형 극장으로 인해 그 수가 점차 감소하고 있다. 따라서 주로 독립 영화, 예술 영화 및 제 3 세계 영화를 상영한다. 다양한 멀티 플렉스 브랜드도 예술 영화관을 운영한다. CGV는 아트하우스, 롯데시네마는 아르떼, 메가박스는 아트나인을 운영하고 있다.

#### 실버 시네마 (1969)
실버 시네마는 서울의 노인들을 위한 공간을 만들기 위해 설계된 영화관이다.

#### 실버 할리우드 영화관
종로에 위치하고 있으며 조선시대부터 정치, 문화, 상업의 중심지로 알려져있다. 55세 이상 노인의 티켓 가격은 2,000원으로 유지한다. 영화는 노인이 어렸을 때 봤던 영화를 보여준다. 주말에는 전영록, 전원주, 현미와 같은 인기 가수들이 공연을 하면서 노인들이 춤을 추고 즐길 수 있도록 도와준다.

#### 명화 시네마
명화 시네마는 지방 정부가 지은 경기도 유일의 실버 시어터이다.

## 한극의 극장 문화

### 문화가 있는 날
문화가 있는 날은 매달 마지막 수요일에 다양한 혜택을 제공하여 사람들이 일상 생활 중에도 문화에 쉽게 접근 할 수 있는 날이다.

### 극장 간식
2014년의 데이터에 따르면 세 가지 주요 멀티 플렉스에서 팝콘과 소다의 가격은 동일하다. 오리지널 팝콘 M 사이즈와 L 사이즈는 각각 4,500원과 5,000원이며, 소다 M과 L 사이즈는 각각 2,000원과 2,500원이다. 콤보 세트(팝콘 L 사이즈 + 2 잔 M 사이즈) 가격은 3 대 멀티 플렉스에서 8,500 원이었다.

#### 맥주
- 롯데시네마는 3대 영화관 중에서 맥주를 판매하지 않는 유일한 곳이다.
- 메가박스는 병 당 8,000원에 아사히 생맥주를 판매한다. 콤보 메뉴는 아사히 생맥주 2 컵과 나쵸, 오징어 및 핫도그 중 하나가 18,000원에 판매된다.
- CGV는 병 당 3,500원에 하이트 생맥주를 판매하고 있으며, 하이트 생맥주와 아몬드 2개를 포함하여 버터와 팝콘으로 구운 오징어를 나초에서 선택할 수 있는 콤보 메뉴의 가격은 9,500원이다.

#### 각종 간식
- 메가박스는 감자 튀김과 양념 감자를 곁들인 "S-Potato", 닭 튀김을 곁들인 "치킨 앤 칩스", 구운 소시지 위에 카레 가루를 곁들인 "Curry Wurster"등 다양한 품목을 판매한다.[16]
- 일부 CGV는 일반 팝콘 외에 다양한 팝콘을 판매한다. 그중에서도 미식가 팝콘은 Le Cordon Bleu의 요리사가 만든 메뉴이며 크림 카라멜, 리얼 치즈, 카라멜 및 치즈 믹스 및 화이트 베리의 네 가지 유형이 있다.

## 참고 문헌
1. ↑   [권 (권), 기봉 (2008). 서울을 거닐며 사라져가는 역사를 만나다 [ 서울과 만나 페이딩 역사를 통해 산책 ]. 알마. 피. 106. 권 (권), 기봉 (2008). 서울을 거닐며 사라져가는 역사를 만나다 [ 서울과 만나 페이딩 역사를 통해 산책 ]. 알마. 피. 106.] |url= 값 확인 필요 (도움말). |제목=이(가) 없거나 비었음 (도움말)
2. ↑   ["시대 별 영화관 변천사" [ 시대 별로 시네마의 변화하는 역사]. 네이버 블로그 "시대 별 영화관 변천사" [ 시대 별로 시네마의 변화하는 역사]. 네이버 블로그] |url= 값 확인 필요 (도움말). 다음 글자 무시됨: ‘ 산업 통상 자원부 블로그 (한국어) . 2019년 6월 6일에 확인 함 .’ (도움말); |제목=이(가) 없거나 비었음 (도움말)
3. ↑   [" 대구 시네마 M " [대구 시네마 M]. " 대구 시네마 M " [대구 시네마 M].] |url= 값 확인 필요 (도움말). |제목=이(가) 없거나 비었음 (도움말)
4. ↑   [김, 관. "[밀착 카메라] 마지막 단관 극장 ... 한국의 '시네마 천국 ' " [마지막 섹션 극장 ... 한국의 '시네마 천국']. 중앙 일보 . 김, 관. "[밀착 카메라] 마지막 단관 극장 ... 한국의 '시네마 천국 ' " [마지막 섹션 극장 ... 한국의 '시네마 천국']. 중앙 일보 .] |url= 값 확인 필요 (도움말). |제목=이(가) 없거나 비었음 (도움말)
5. ↑   ["광주 극장 : 네이버 카페" . cafe.naver.com . 2019년 6월 14일에 확인 함 . "광주 극장 : 네이버 카페" . cafe.naver.com . 2019년 6월 14일에 확인 함 .] |url= 값 확인 필요 (도움말). |제목=이(가) 없거나 비었음 (도움말)
6. ↑   [김, 현우 (2017-06-06). "하나 둘 사라지는 연인들의 '낭만 극장 ' " [하나 하나 로맨틱 한 연인들의 극장이 사라지고있다.]. 한국 일보 (한국어) . 2019년 6월 6일에 확인 함 . 김, 현우 (2017-06-06). "하나 둘 사라지는 연인들의 '낭만 극장 ' " [하나 하나 로맨틱 한 연인들의 극장이 사라지고있다.]. 한국 일보 (한국어) . 2019년 6월 6일에 확인 함 .] |url= 값 확인 필요 (도움말). |제목=이(가) 없거나 비었음 (도움말)
7. ↑   [신, 동진 (2009-06-06). "[브랜드 / 멀티 플렉스] CGV 1 위 .. 롯데시네마, 메가박스 順" [CGV No. 1 ... Lotte Cinema, Megabox順]. Newpim . 신, 동진 (2009-06-06). "[브랜드 / 멀티 플렉스] CGV 1 위 .. 롯데시네마, 메가박스 順" [CGV No. 1 ... Lotte Cinema, Megabox順]. Newpim .] |url= 값 확인 필요 (도움말). |제목=이(가) 없거나 비었음 (도움말)
8. ↑   ["영화관의 미래를 알려면 한국 극장에 가라" [ 영화관의 미래를 알고 싶다면 한국 극장으로 가십시오.]. 한경 비즈니스 . 2017-09-12. "영화관의 미래를 알려면 한국 극장에 가라" [ 영화관의 미래를 알고 싶다면 한국 극장으로 가십시오.]. 한경 비즈니스 . 2017-09-12.] |url= 값 확인 필요 (도움말). |제목=이(가) 없거나 비었음 (도움말)
9. ↑   ["영화관의 미래를 알려면 한국 극장에 가라" [ 영화관의 미래를 알고 싶다면 한국 극장으로 가십시오.]. 한경 비즈니스 . 2017-09-12. "영화관의 미래를 알려면 한국 극장에 가라" [ 영화관의 미래를 알고 싶다면 한국 극장으로 가십시오.]. 한경 비즈니스 . 2017-09-12.] |url= 값 확인 필요 (도움말). |제목=이(가) 없거나 비었음 (도움말)
10. ↑   ["작은 영화관" [작은 영화관]. "작은 영화관" [작은 영화관].] |url= 값 확인 필요 (도움말). |제목=이(가) 없거나 비었음 (도움말)
11. ↑   ["영화관의 미래를 알려면 한국 극장에 가라" [ 영화관의 미래를 알고 싶다면 한국 극장으로 가십시오.]. 한경 비즈니스 . 2017-09-12. "영화관의 미래를 알려면 한국 극장에 가라" [ 영화관의 미래를 알고 싶다면 한국 극장으로 가십시오.]. 한경 비즈니스 . 2017-09-12.] |url= 값 확인 필요 (도움말). |제목=이(가) 없거나 비었음 (도움말)
12. ↑   ["영화관의 미래를 알려면 한국 극장에 가라" [ 영화관의 미래를 알고 싶다면 한국 극장으로 가십시오.]. 한경 비즈니스 . 2017-09-12. "영화관의 미래를 알려면 한국 극장에 가라" [ 영화관의 미래를 알고 싶다면 한국 극장으로 가십시오.]. 한경 비즈니스 . 2017-09-12.] |url= 값 확인 필요 (도움말). |제목=이(가) 없거나 비었음 (도움말)
13. ↑   ["영화관의 미래를 알려면 한국 극장에 가라" [ 영화관의 미래를 알고 싶다면 한국 극장으로 가십시오.]. 한경 비즈니스 . 2017-09-12. "영화관의 미래를 알려면 한국 극장에 가라" [ 영화관의 미래를 알고 싶다면 한국 극장으로 가십시오.]. 한경 비즈니스 . 2017-09-12.] |url= 값 확인 필요 (도움말). |제목=이(가) 없거나 비었음 (도움말)
14. ↑   ["서울에 있는 은색 극장, KR-영화관 보물" . cinematreasures.org . 2019년 12월 13일에 확인 함 . "서울에 있는 은색 극장, KR-영화관 보물" . cinematreasures.org . 2019년 12월 13일에 확인 함 .] |url= 값 확인 필요 (도움말). |제목=이(가) 없거나 비었음 (도움말)
15. ↑   [이, 재철. "[주말 인터뷰] 한국 첫 실버 영화관 사회적 기업`추억을 파는 극장`김은주 대표-매일 경제" [기억을 판매하는 사회적 기업인 한국 최초의 실버 극장 김은주] 매일 경제 신문 (한국어) . 2019년 5월 17일에 확인 함 이, 재철. "[주말 인터뷰] 한국 첫 실버 영화관 사회적 기업`추억을 파는 극장`김은주 대표-매일 경제" [기억을 판매하는 사회적 기업인 한국 최초의 실버 극장 김은주] 매일 경제 신문 (한국어) . 2019년 5월 17일에 확인 함] |url= 값 확인 필요 (도움말). |제목=이(가) 없거나 비었음 (도움말)
16. ↑   [이, 소은 (2014-09-04). "3 대 영화관 간식 전격 비교… CGV 용량 , 메가박스 다양성, 롯데시네마 밋밋" [대규모 영화관에서의 간식 비교 ... CGV Cheap, Megabox Diverse, Lotte Cinema Flat]. 중앙 일보 (한국어) . 2019년 6월 14일에 확인 함 . 이, 소은 (2014-09-04). "3 대 영화관 간식 전격 비교… CGV 용량 , 메가박스 다양성, 롯데시네마 밋밋" [대규모 영화관에서의 간식 비교 ... CGV Cheap, Megabox Diverse, Lotte Cinema Flat]. 중앙 일보 (한국어) . 2019년 6월 14일에 확인 함 .] |url= 값 확인 필요 (도움말). |제목=이(가) 없거나 비었음 (도움말)